# Ърнест попада в затвора
„Ърнест попада в затвора“ (на английски: Ernest Goes to Jail) е американски комедиен филм от 1990 г. на режисьора Джон Чери и с участието на Джим Варни, който е четвъртият филм на неговия герой Ърнест Уоръл. Заснет е в Нашвил и затвора Тенеси.